# U.S. Highway 11
Der U.S. Highway 11 (kurz US 11) ist ein United States Highway in den Vereinigten Staaten. Der Highway beginnt in Louisiana am U.S. Highway 90 in der Nähe der Stadt New Orleans und endet an der kanadischen Grenze bei Rouses Point im Bundesstaat New York. In Kanada trägt die weiterführende Straße die Bezeichnung Quebec Route 223.
Bis zum Jahr 1929 endete der US 11 südlich von Picayune am Pearl River, der die Grenze zwischen Louisiana und Mississippi bildet.
Zwischen den Städten Knoxville in Tennessee und Bristol in Virginia ist der Highway ähnlich wie die Interstate 35 in die zwei getrennten Straßen U.S. Highway 11W und 11E geteilt.

## Zubringer und Umgehungen
- U.S. Highway 111, wurde 1963 aufgelöst
- U.S. Highway 211
- U.S. Highway 311
- U.S. Highway 411
- U.S. Highway 511, wurde 1929 aufgelöst
- U.S. Highway 611, wurde 1972 aufgelöst
- U.S. Highway 711, wurde 1927 aufgelöst